# Mars Observer
A Mars Observer egy sikertelen amerikai űrszonda. 1992. szeptember 25-én indították a Mars felé Titan III rakétával. A kapcsolat Mars körüli pályára álláskor megszakadt. A oka a hajtómű felrobbanása volt. Műszerek: magnetométer, kamera, spektrométerek, radiométerek. A Mars Observer tartalékberendezéseiből épült meg az 1996-ban indított Mars Global Surveyor űrszonda. A MGS azokat a méréseket végezte el, amiket a Mars Observerrel végeztek volna.

## Adatok
- Tömeg: 769 kg (96 kg tudományos műszer);